# Tigran Hamasyan
Tigran Hamasyan (em armênio/arménio:  Տիգրան Համասյան; n. 17 de julho de 1987) é um compositor e pianista de jazz arménio. Toca sobretudo composições originais, sendo fortemente influenciado pela tradição musical arménia, com as suas escalas e modos. Também tem influência da tradição jazzística norte-americana, e, no seu álbum Red Hail de 2010, do rock progressivo.

## Carreira
Hamasyan gravou o seu primeiro álbum, World Passion, aos 18 anos. Em 2013 esteve quase todo o ano na Arménia, tendo aprofundado seu interesse pela música tradicional do país.
Em 2013 atuou em Portugal, no Festival Músicas do Mundo em Sines. Também tocou em feveriero de 2014 em Lisboa, no Centro Cultural de Belém.

## Prémios
- 2002: 3.º prémio do Concours International de Piano-Jazz Martial Solal (Paris).
- 2003: 1.º prémio do Jazz à Juan Révélations na categoria jazz instrumental.
- 2003: 1.º prémio do Prix de la Critique et du Public, Concours de Piano du Festival de Jazz de Montreux.
- 2005: 3.º prémio do Concours de Piano-Jazz de Moscou.
- 2005: 1.º prémio do 8ème Concours de Solistes de Jazz de Monaco.
- 2006: 1.º prémio do Thelonious Monk Institute of Jazz.[4]
- 2006: 2.º prémio do Concours International de Piano-Jazz Martial Solal.

## Discografia

### Álbuns
Como artista principal
| Ano  | Álbum                    | Gravadora        | Melhor posição | Melhor posição |
| Ano  | Álbum                    | Gravadora        | BEL (Wa)       | FR             |
| ---- | ------------------------ | ---------------- | -------------- | -------------- |
| 2006 | World Passion            | Nocturne         | –              | –              |
| 2007 | New Era                  | Plus Loin Music  | –              | –              |
| 2009 | Aratta Rebirth: Red Hail | Plus Loin Music  | –              | –              |
| 2011 | A Fable                  | Verve            | –              | 70             |
| 2013 | Shadow Theater           | Verve            | 127            | 63             |
| 2015 | Mockroot                 | Nonesuch Records | –              | –              |
| 2015 | Luys i Luso              | ECM Records      | –              | 68             |
| 2017 | An Ancient Observer      | Nonesuch Records | 111            | 191            |
| 2020 | The Call Within          | Nonesuch Records |                |                |

### EPs
- EP No. 1 (2011) Lançado exclusivamente em vinil e download digital
- For Gyumri (2018) Lançado em CD

### Colaborações
- 2010: Abu Nawas Rhapsody com Dhafer Youssef (Jazzland Records)
- 2012: Liberetto com Lars Danielsson (The Act Company)
- 2013: Jazz-Iz Christ com Serj Tankian, Valeri Tolstov & Tom Duprey